# Oroszország az 1998. évi téli olimpiai játékokon
Oroszország a japán Naganóban megrendezett 1998. évi téli olimpiai játékok egyik részt vevő nemzete volt. Az országot az olimpián 12 sportágban 122 sportoló képviselte, akik összesen 18 érmet szereztek.

## Érmesek
| Érem  | Versenyző | Sportág          | Versenyszám             |
| ----- | --- | ---------------- | ----------------------- |
| Arany | Galina Kukleva | Biatlon          | Női 7,5 km sprint       |
| Arany | Ilja Kulik | Műkorcsolya      | Férfi egyéni            |
| Arany | Okszana Kazakova Artur Dmitrijev | Műkorcsolya      | Páros                   |
| Arany | Okszana Griscsuk Jevgenyij Platov | Műkorcsolya      | Jégtánc                 |
| Arany | Larisza Lazutyina | Sífutás          | Női 5 km                |
| Arany | Olga Danyilova | Sífutás          | Női 15 km               |
| Arany | Julija Csepalova | Sífutás          | Női 30 km               |
| Arany | Larisza Lazutyina | Sífutás          | Női 10 km üldözőverseny |
| Arany | Olga Danyilova Nyina Gavriljuk Larisza Lazutyina Jelena Välbe | Sífutás          | Női 4 × 5 km váltó      |
| Ezüst | Albina Ahatova Galina Kukleva Olga Melnyik Olga Romaszko | Biatlon          | Női 4 × 7,5 km váltó    |
| Ezüst | Nemzeti válogatott Pavel Bure Valerij Bure Mihail Stalenkov Alekszej Guszarov Alekszej Jasin Dmitrij Juskevics Alekszej Zsamnov Alekszej Zsitnyik Valerij Kamenszkij Darjusz Kaszparajtyisz Andrej Kovalenko Igor Kravcsuk Szergej Krivokraszov Borisz Mironov Dmitrij Mironov Alekszej Morozov Szergej Nyemcsinov German Tyitov Andrej Trefilov Oleg Sevcov Szergej Goncsar Szergej Fjodorov Valerij Zelepukin | Jégkorong        | Férfi                   |
| Ezüst | Jelena Berezsnaja Anton Sziharulidze | Műkorcsolya      | Páros                   |
| Ezüst | Anzselika Krilova Oleg Ovszjannyikov | Műkorcsolya      | Jégtánc                 |
| Ezüst | Larisza Lazutyina | Sífutás          | Női 15 km               |
| Ezüst | Olga Danyilova | Sífutás          | Női 10 km üldözőverseny |
| Bronz | Vlagyimir Dracsov Viktor Majgurov Pavel Muszlimov Szergej Taraszov | Biatlon          | Férfi 4 × 7,5 km váltó  |
| Bronz | Valerij Sztoljarov | Északi összetett | Egyéni                  |
| Bronz | Larisza Lazutyina | Sífutás          | Női 30 km               |

## Alpesisí
Férfi
| Versenyző               | Versenyszám            | 1. futam      | 1. futam      | 2. futam | 2. futam | Összesítés | Összesítés |
| Versenyző               | Versenyszám            | Idő           | Hely.         | Idő      | Hely.    | Idő        | Helyezés   |
| ----------------------- | ---------------------- | ------------- | ------------- | -------- | -------- | ---------- | ---------- |
| Vaszilij Bezszmelnyicin | Lesiklás               |               |               |          |          | 1:54,27    | 24.        |
| Vaszilij Bezszmelnyicin | Óriás-műlesiklás       | nem ért célba | nem ért célba | kiesett  | kiesett  | kiesett    | kiesett    |
| Vaszilij Bezszmelnyicin | Szuperóriás-műlesiklás |               |               |          |          | 1:39,39    | 29.        |
| Andrej Filicskin        | Lesiklás               |               |               |          |          | 1:52,65    | 18.        |
| Andrej Filicskin        | Óriás-műlesiklás       | nem ért célba | nem ért célba | kiesett  | kiesett  | kiesett    | kiesett    |
| Andrej Filicskin        | Szuperóriás-műlesiklás |               |               |          |          | 1:37,29    | 21.        |

Női
| Versenyző                 | Versenyszám            | Eredmény | Helyezés |
| ------------------------- | ---------------------- | -------- | -------- |
| Oleszja Alijeva           | Szuperóriás-műlesiklás | 1:22,00  | 37.      |
| Szvetlana Gladiseva       | Lesiklás               | 1:29,50  | 5.       |
| Szvetlana Gladiseva       | Szuperóriás-műlesiklás | 1:18,82  | 13.      |
| Anna Larionova            | Lesiklás               | 1:34,36  | 32.      |
| Anna Larionova            | Szuperóriás-műlesiklás | 1:20,61  | 33.      |
| Jekatyerina Nyesztyerenko | Lesiklás               | 1:32,54  | 29.      |
| Varvara Zelenszkaja       | Lesiklás               | 1:30,38  | 13.      |
| Varvara Zelenszkaja       | Szuperóriás-műlesiklás | 1:18,72  | 12.      |

## Biatlon
Férfi
| Versenyző                                                          | Versenyszám      | Lövőhiba    | Időeredmény | Helyezés |
| ------------------------------------------------------------------ | ---------------- | ----------- | ----------- | -------- |
| Vlagyimir Dracsov                                                  | 10 km sprint     | 1 (0+1)     | 28:46,4     | 12.      |
| Vlagyimir Dracsov                                                  | 20 km egyéni     | 6 (1+2+1+2) | 1:01:13,9   | 35.      |
| Alekszej Kobelev                                                   | 10 km sprint     | 4 (2+2)     | 31:02,8     | 56.      |
| Viktor Majgurov                                                    | 10 km sprint     | 0 (0+0)     | 28:36,0     | 4.       |
| Pavel Muszlimov                                                    | 20 km egyéni     | 3 (0+1+1+1) | 59:26,5     | 17.      |
| Szergej Taraszov                                                   | 10 km sprint     | 3 (2+1)     | 29:23,2     | 22.      |
| Szergej Taraszov                                                   | 20 km egyéni     | 4 (1+0+2+1) | 59:24,3     | 15.      |
| Pavel Vavilov                                                      | 20 km egyéni     | 7 (1+2+3+1) | 1:03:59,4   | 53.      |
| Pavel Muszlimov Vlagyimir Dracsov Szergej Taraszov Viktor Majgurov | 4 × 7,5 km váltó | 0+7         | 1:22:19,3   |          |

Női
| Versenyző                                                | Versenyszám      | Lövőhiba    | Időeredmény | Helyezés |
| -------------------------------------------------------- | ---------------- | ----------- | ----------- | -------- |
| Albina Ahatova                                           | 7,5 km sprint    | 2 (1+1)     | 24:06,4     | 13.      |
| Albina Ahatova                                           | 15 km egyéni     | 1 (0+0+0+1) | 56:21,7     | 7.       |
| Galina Kukleva                                           | 7,5 km sprint    | 1 (1+0)     | 23:08,0     |          |
| Galina Kukleva                                           | 15 km egyéni     | 6 (1+2+3+0) | 1:00:29,2   | 31.      |
| Olga Melnyik                                             | 15 km egyéni     | 2 (0+0+2+0) | 57:10,8     | 13.      |
| Olga Romaszko                                            | 7,5 km sprint    | 3 (2+1)     | 25:03,6     | 27.      |
| Olga Romaszko                                            | 15 km egyéni     | 3 (3+0+0+0) | 1:00:58,8   | 33.      |
| Anna Volkova                                             | 7,5 km sprint    | 4 (0+4)     | 25:42,7     | 44.      |
| Olga Melnyik Galina Kukleva Albina Ahatova Olga Romaszko | 4 × 7,5 km váltó | 0+9         | 1:40:25,2   |          |

## Bob
| Versenyző                                                                            | Versenyszám | 1. futam | 1. futam | 2. futam | 2. futam | 3. futam | 3. futam | 4. futam | 4. futam | Összesítés | Összesítés |
| Versenyző                                                                            | Versenyszám | Idő      | Hely.    | Idő      | Hely.    | Idő      | Hely.    | Idő      | Hely.    | Idő        | Helyezés   |
| ------------------------------------------------------------------------------------ | ----------- | -------- | -------- | -------- | -------- | -------- | -------- | -------- | -------- | ---------- | ---------- |
| Pavel Scseglovszkij Konsztantyin Gyomin                                              | Kettes      | 55,41    | 19.      | 55,09    | 15.      | 54,84    | 15.      | 54,97    | 17.      | 3:40,31    | 16.        |
| Jevgenyij Popov Oleg Petrov                                                          | Kettes      | 55,53    | 23.      | 55,37    | 23.      | 55,25    | 21.      | 55,31    | 21.*     | 3:41,46    | 21.        |
| Pavel Scseglovszkij Alekszej Szeliversztov Vlagyiszlav Poszedkin Konsztantyin Gyomin | Négyes      | 53,72    | 13.      | 53,95    | 19.      | 54,71    | 20.      |          |          | 2:42,38    | 19.        |

* - egy másik csapattal azonos eredményt ért el

## Északi összetett
| Versenyző                                                                  | Versenyszám | Síugrás | Síugrás | Síugrás    | Sífutás       | Sífutás       | Összesítés | Összesítés |
| Versenyző                                                                  | Versenyszám | Pont    | Hely.   | Időhátrány | Idő           | Hely.         | Idő        | Helyezés   |
| -------------------------------------------------------------------------- | ----------- | ------- | ------- | ---------- | ------------- | ------------- | ---------- | ---------- |
| Alekszej Fagyejev                                                          | Egyéni      | 195,5   | 33.     | +4:33      | 43:46,7       | 36.           | 48:19,7    | 37.        |
| Dmitrij Szinyicin                                                          | Egyéni      | 213,5   | 14.*    | +2:45      | 41:03,0       | 11.           | 43:48,0    | 10.        |
| Valerij Sztoljarov                                                         | Egyéni      | 235,0   | 2.      | +0:36      | 41:13,3       | 14.           | 41:49,3    |            |
| Gyenyisz Tyisagin                                                          | Egyéni      | 198,5   | 31.     | +4:15      | nem ért célba | nem ért célba | kiesett    | kiesett    |
| Alekszej Fagyejev Vlagyimir Liszenyin Dmitrij Szinyicin Valerij Sztoljarov | Csapat      | 826,0   | 8.      | +2:13      | 56:21,2       | 9.            | 58:34,2    | 9.         |

* - egy másik versenyzővel azonos eredményt ért el

## Gyorskorcsolya
Férfi
| Versenyző          | Versenyszám | 1. futam | 1. futam | 2. futam | 2. futam | Eredmény | Helyezés |
| Versenyző          | Versenyszám | Idő      | Hely.    | Idő      | Hely.    | Eredmény | Helyezés |
| ------------------ | ----------- | -------- | -------- | -------- | -------- | -------- | -------- |
| Andrej Anufrijenko | 1000 m      |          |          |          |          | 1:12,61  | 23.*     |
| Andrej Anufrijenko | 1500 m      |          |          |          |          | 1:50,99  | 10.      |
| Alekszandr Golubev | 500 m       | 36,67    | 21.*     | 36,54    | 21.*     | 73,21    | 20.      |
| Alekszandr Kibalko | 500 m       | 37,32    | 38.      | 36,86    | 28.**    | 74,18    | 33.      |
| Alekszandr Kibalko | 1000 m      |          |          |          |          | 1:12,94  | 28.      |
| Alekszandr Kibalko | 1500 m      |          |          |          |          | 1:52,27  | 22.      |
| Szergej Klevcsenya | 500 m       | 36,56    | 15.*     | 36,30    | 10.*     | 72,86    | 14.      |
| Szergej Klevcsenya | 1000 m      |          |          |          |          | 1:13,51  | 33.      |
| Jurij Kohanyec     | 5000 m      |          |          |          |          | 6:47,21  | 22.      |
| Andrej Krivosejev  | 5000 m      |          |          |          |          | 6:46,57  | 20.      |
| Szergej Szaveljev  | 500 m       | kizárták | kizárták | kiesett  | kiesett  | kiesett  | kiesett  |
| Vagyim Szajutyin   | 1500 m      |          |          |          |          | 1:51,31  | 11.      |
| Vagyim Szajutyin   | 5000 m      |          |          |          |          | 6:39,92  | 15.      |
| Vagyim Szajutyin   | 10 000 m    |          |          |          |          | 13:54,57 | 13.      |
| Dmitrij Sepel      | 1000 m      |          |          |          |          | 1:13,31  | 32.      |
| Dmitrij Sepel      | 1500 m      |          |          |          |          | 1:51,64  | 14.      |

Női
| Versenyző              | Versenyszám | 1. futam | 1. futam | 2. futam | 2. futam | Eredmény | Helyezés |
| Versenyző              | Versenyszám | Idő      | Hely.    | Idő      | Hely.    | Eredmény | Helyezés |
| ---------------------- | ----------- | -------- | -------- | -------- | -------- | -------- | -------- |
| Varvara Bariseva       | 1500 m      |          |          |          |          | 2:03,34  | 20.      |
| Szvetlana Bazsanova    | 1500 m      |          |          |          |          | 2:01,54  | 9.       |
| Szvetlana Bazsanova    | 3000 m      |          |          |          |          | 4:16,45  | 10.      |
| Tatyjana Danysina      | 500 m       | 40,53    | 29.      | 40,59    | 29.      | 81,12    | 28.      |
| Tatyjana Danysina      | 1000 m      |          |          |          |          | 1:19,95  | 19.      |
| Natalja Polozkova      | 1000 m      |          |          |          |          | 1:19,78  | 17.      |
| Natalja Polozkova      | 1500 m      |          |          |          |          | 2:01,56  | 10.      |
| Okszana Ravilova       | 500 m       | 39,99    | 21.      | 40,04    | 21.      | 80,03    | 21.      |
| Anna Szaveljeva        | 1000 m      |          |          |          |          | 1:21,83  | 27.      |
| Tatyjana Trapeznyikova | 1500 m      |          |          |          |          | 2:03,25  | 19.      |
| Tatyjana Trapeznyikova | 3000 m      |          |          |          |          | 4:17,76  | 13.      |
| Szvetlana Viszokova    | 3000 m      |          |          |          |          | 4:17,70  | 12.      |
| Szvetlana Viszokova    | 5000 m      |          |          |          |          | 7:22,18  | 12.      |
| Szvetlana Zsurova      | 500 m       | 39,11    | 7.*      | 39,38    | 11.      | 78,49    | 9.       |
| Szvetlana Zsurova      | 1000 m      |          |          |          |          | 1:19,04  | 12.      |

* - egy másik versenyzővel azonos eredményt ért el

** - két másik versenyzővel azonos eredményt ért el

## Jégkorong

### Férfi
| Orosz nemzeti férfi jégkorongcsapat-játékoskeret | Orosz nemzeti férfi jégkorongcsapat-játékoskeret | Orosz nemzeti férfi jégkorongcsapat-játékoskeret |
| #                                                | Név                                              | Poszt                                            |
| ------------------------------------------------ | ------------------------------------------------ | ------------------------------------------------ |
| 1                                                | Oleg Sevcov                                      | K                                                |
| 34                                               | Andrej Trefilov                                  | K                                                |
| 35                                               | Mihail Stalenkov                                 | K                                                |
| 2                                                | Borisz Mironov                                   | V                                                |
| 3                                                | Dmitrij Juskevics                                | V                                                |
| 5                                                | Alekszej Guszarov                                | V                                                |
| 11                                               | Darjusz Kaszparajtyisz                           | V                                                |
| 15                                               | Dmitrij Mironov                                  | V                                                |
| 29                                               | Igor Kravcsuk                                    | V                                                |
| 44                                               | Alekszej Zsitnyik                                | V                                                |
| 55                                               | Szergej Goncsar                                  | V                                                |
| 8                                                | Szergej Nyemcsinov                               | T                                                |
| 9                                                | Szergej Krivokraszov                             | T                                                |
| 10                                               | Pavel Bure                                       | T                                                |
| 13                                               | Valerij Kamenszkij                               | T                                                |
| 14                                               | German Tyitov                                    | T                                                |
| 19                                               | Alekszej Jasin                                   | T                                                |
| 20                                               | Valerij Bure                                     | T                                                |
| 24                                               | Alekszej Morozov                                 | T                                                |
| 25                                               | Valerij Zelepukin                                | T                                                |
| 33                                               | Alekszej Zsamnov                                 | T                                                |
| 51                                               | Andrej Kovalenko                                 | T                                                |
| 91                                               | Szergej Fjodorov                                 | T                                                |

- Posztok rövidítései: K – Kapus, V – Védő, T – Támadó

#### Eredmények
Csoportkör
D csoport
| Csapat      | M | Gy | D | V | G+ | G– | Gk  | P |
| ----------- | - | -- | - | - | -- | -- | --- | - |
| Oroszország | 3 | 3  | 0 | 0 | 15 | 6  | +9  | 6 |
| Csehország  | 3 | 2  | 0 | 1 | 12 | 4  | +8  | 4 |
| Finnország  | 3 | 1  | 0 | 2 | 11 | 9  | +2  | 2 |
| Kazahsztán  | 3 | 0  | 0 | 3 | 6  | 25 | –19 | 0 |

| 1998. február 13. | Oroszország (RUS) | 9 – 2 (2–1, 5–0, 2–1) | Kazahsztán | The Big Hat/ Aqua Wing Arena, Nagano Nézőszám: 3752 |

|  |  |  |  |  |
|  |  |  |  |  |
|  |  |  |  |  |
|  |  |  |  |  |

| 1998. február 15. | Oroszország (RUS) | 4 – 3 (2–1, 1–2, 0–1) | Finnország | The Big Hat/ Aqua Wing Arena, Nagano Nézőszám: 9894 |

|  |  |  |  |  |
|  |  |  |  |  |
|  |  |  |  |  |
|  |  |  |  |  |

| 1998. február 16. | Oroszország (RUS) | 2 – 1 (0–0, 0–1, 2–0) | Csehország | The Big Hat/ Aqua Wing Arena, Nagano Nézőszám: 9847 |

|  |  |  |  |  |
|  |  |  |  |  |
|  |  |  |  |  |
|  |  |  |  |  |

Negyeddöntő
| 1998. február 18. | Oroszország (RUS) | 4 – 1 (1–0, 1–0, 2–0) | Fehéroroszország | The Big Hat/ Aqua Wing Arena, Nagano Nézőszám: 4628 |

|  |  |  |  |  |
|  |  |  |  |  |
|  |  |  |  |  |
|  |  |  |  |  |

Elődöntő
| 1998. február 20. | Finnország (FIN) | 4 – 7 (0–2, 3–2, 1–3) | Oroszország | The Big Hat/ Aqua Wing Arena, Nagano |

|  |  |  |  |  |
|  |  |  |  |  |
|  |  |  |  |  |
|  |  |  |  |  |

Döntő
| 1998. február 22. | Csehország (CZE) | 1 – 0 (0–0, 0–0, 1–0) | Oroszország | The Big Hat/ Aqua Wing Arena, Nagano Nézőszám: 9985 |

|  |  |  |  |  |
|  |  |  |  |  |
|  |  |  |  |  |
|  |  |  |  |  |

| Csapat      | Helyezés |
| ----------- | -------- |
| Oroszország |          |

## Műkorcsolya
| Versenyző                            | Versenyszám  | Rövid program     | Rövid program | Rövid program | Kűr               | Kűr   | Kűr         | Összesítés         | Összesítés |
| Versenyző                            | Versenyszám  | Több. hely. száma | Hely.         | Hely. pont.   | Több. hely. száma | Hely. | Hely. pont. | Helyezési pontszám | Helyezés   |
| ------------------------------------ | ------------ | ----------------- | ------------- | ------------- | ----------------- | ----- | ----------- | ------------------ | ---------- |
| Ilja Kulik                           | Férfi egyéni | 8×2+              | 1.            | 0,5           | 9×1+              | 1.    | 1,0         | 1,5                |            |
| Alekszej Jagugyin                    | Férfi egyéni | 9×4+              | 4.            | 2,0           | 5×5+              | 5.    | 5,0         | 7,0                | 5.         |
| Marija Butirszkaja                   | Női egyéni   | 7×3+              | 3.            | 1,5           | 5×4+              | 4.    | 4,0         | 5,5                | 4.         |
| Irina Szluckaja                      | Női egyéni   | 5×5+              | 5.            | 2,5           | 5×4+              | 5.    | 5,0         | 7,5                | 5.         |
| Jelena Szokolova                     | Női egyéni   | 6×10+             | 10.           | 5,0           | 6×7+              | 7.    | 7,0         | 12,0               | 7.         |
| Okszana Kazakova Artur Dmitrijev     | Páros        | 7×1+              | 1.            | 0,5           | 8×1+              | 1.    | 1,0         | 1,5                |            |
| Jelena Berezsnaja Anton Sziharulidze | Páros        | 8×3+              | 3.            | 1,5           | 6×2+              | 2.    | 2,0         | 3,5                |            |
| Marina Jelcova Andrej Buskov         | Páros        | 5×5+              | 5.            | 2,5           | 9×7+              | 7.    | 7,0         | 9,5                | 7.         |

| Versenyző                            | Versenyszám | Kötelező tánc 1   | Kötelező tánc 1 | Kötelező tánc 1 | Kötelező tánc 2   | Kötelező tánc 2 | Kötelező tánc 2 | Eredeti (original) tánc | Eredeti (original) tánc | Eredeti (original) tánc | Kűr               | Kűr   | Kűr         | Összesítés         | Összesítés |
| Versenyző                            | Versenyszám | Több. hely. száma | Hely.           | Hely. pont.     | Több. hely. száma | Hely.           | Hely. pont.     | Több. hely. száma       | Hely.                   | Hely. pont.             | Több. hely. száma | Hely. | Hely. pont. | Helyezési pontszám | Helyezés   |
| ------------------------------------ | ----------- | ----------------- | --------------- | --------------- | ----------------- | --------------- | --------------- | ----------------------- | ----------------------- | ----------------------- | ----------------- | ----- | ----------- | ------------------ | ---------- |
| Okszana Griscsuk Jevgenyij Platov    | Jégtánc     | 7×1+              | 1.              | 0,2             | 8×1+              | 1.              | 0,2             | 5×1+                    | 1.                      | 0,6                     | 9×1+              | 1.    | 1,0         | 2,0                |            |
| Anzselika Krilova Oleg Ovszjannyikov | Jégtánc     | 9×2+              | 2.              | 0,4             | 9×2+              | 2.              | 0,4             | 9×2+                    | 2.                      | 1,2                     | 8×2+              | 2.    | 2,0         | 4,0                |            |
| Irina Lobacseva Ilja Averbuh         | Jégtánc     | 5×4+              | 4.              | 0,8             | 9×5+              | 5.              | 1,0             | 9×5+                    | 5.                      | 3,0                     | 8×5+              | 5.    | 5,0         | 9,8                | 5.         |

## Rövidpályás gyorskorcsolya
Női
| Versenyző        | Versenyszám | Előfutam | Előfutam | Negyeddöntő | Negyeddöntő | Elődöntő | Elődöntő | B döntő | B döntő | Döntő   | Döntő   | Helyezés |
| Versenyző        | Versenyszám | Idő      | Hely.    | Idő         | Hely.       | Idő      | Hely.    | Idő     | Hely.   | Idő     | Hely.   | Helyezés |
| ---------------- | ----------- | -------- | -------- | ----------- | ----------- | -------- | -------- | ------- | ------- | ------- | ------- | -------- |
| Marina Pilajeva  | 500 m       | 46,359   | 2.       | 46,220      | 3.          | kiesett  | kiesett  | kiesett | kiesett | kiesett | kiesett | 12.      |
| Marina Pilajeva  | 1000 m      | 1:39,340 | 4.       | kiesett     | kiesett     | kiesett  | kiesett  | kiesett | kiesett | kiesett | kiesett | 26.      |
| Jelena Tyihonova | 500 m       | 46,980   | 2.       | 46,206      | 3.          | kiesett  | kiesett  | kiesett | kiesett | kiesett | kiesett | 11.      |
| Jelena Tyihonova | 1000 m      | 1:39,242 | 4.       | kiesett     | kiesett     | kiesett  | kiesett  | kiesett | kiesett | kiesett | kiesett | 25.      |

## Síakrobatika
Ugrás
| Versenyző           | Versenyszám | Selejtező | Selejtező | Döntő   | Döntő    |
| Versenyző           | Versenyszám | Pont      | Helyezés  | Pont    | Helyezés |
| ------------------- | ----------- | --------- | --------- | ------- | -------- |
| Alekszandr Mihajlov | Férfi       | 246,21    | 3.        | 229,98  | 6.       |
| Natalja Orehova     | Női         | 118,61    | 22.       | kiesett | kiesett  |

Mogul
| Versenyző               | Versenyszám | Selejtező     | Selejtező     | Döntő   | Döntő    |
| Versenyző               | Versenyszám | Pont          | Helyezés      | Pont    | Helyezés |
| ----------------------- | ----------- | ------------- | ------------- | ------- | -------- |
| Vitalij Gluscsenko      | Férfi       | nem ért célba | nem ért célba | kiesett | kiesett  |
| Andrej Ivanov           | Férfi       | 18,73         | 27.           | kiesett | kiesett  |
| Jevgenyij Szennyikov    | Férfi       | 22,76         | 24.           | kiesett | kiesett  |
| Ljudmila Dimcsenko      | Női         | 22,53         | 7.            | 21,02   | 15.      |
| Jelena Koroljova        | Női         | 20,97         | 17.           | kiesett | kiesett  |
| Nagyezsda Radovitszkaja | Női         | 13,41         | 25.           | kiesett | kiesett  |
| Jelena Vorona           | Női         | 20,54         | 18.           | kiesett | kiesett  |

## Sífutás
Férfi
| Versenyző                                                                | Versenyszám         | Eredmény      | Helyezés      |
| ------------------------------------------------------------------------ | ------------------- | ------------- | ------------- |
| Alekszandr Kravcsenko                                                    | 30 km               | 1:41:22,3     | 31.           |
| Szergej Krjanyin                                                         | 10 km               | 30:03,2       | 42.           |
| Szergej Krjanyin                                                         | 15 km üldözőverseny | 43:09,4       | 25.           |
| Vlagyimir Legotyin                                                       | 10 km               | 31:10,3       | 62.           |
| Vlagyimir Legotyin                                                       | 15 km üldözőverseny | 44:55,5       | 39.           |
| Vlagyimir Legotyin                                                       | 30 km               | 1:38:23,7     | 9.            |
| Grigorij Menysenyin                                                      | 50 km               | nem ért célba | nem ért célba |
| Andrej Nutrihin                                                          | 50 km               | 2:12:21,9     | 15.           |
| Makszim Picsugin                                                         | 30 km               | 1:42:41,7     | 39.           |
| Makszim Picsugin                                                         | 50 km               | 2:18:19,1     | 37.           |
| Alekszej Prokurorov                                                      | 10 km               | 29:27,3       | 31.           |
| Alekszej Prokurorov                                                      | 15 km üldözőverseny | 42:24,1       | 18.           |
| Alekszej Prokurorov                                                      | 50 km               | 2:06:41,5     | 4.            |
| Szergej Csepikov                                                         | 10 km               | 28:55,9       | 22.           |
| Szergej Csepikov                                                         | 15 km üldözőverseny | 41:00,3       | 9.            |
| Szergej Csepikov                                                         | 30 km               | 1:41:59,9     | 32.           |
| Vlagyimir Legotyin Alekszej Prokurorov Szergej Krjanyin Szergej Csepikov | 4 × 10 km váltó     | 1:42:39,5     | 5.            |

Női
| Versenyző                                                     | Versenyszám         | Eredmény  | Helyezés |
| ------------------------------------------------------------- | ------------------- | --------- | -------- |
| Julija Csepalova                                              | 5 km                | 18:20,0   | 13.      |
| Julija Csepalova                                              | 10 km üldözőverseny | 28:51,4   | 6.       |
| Julija Csepalova                                              | 30 km               | 1:22:01,5 |          |
| Olga Danyilova                                                | 5 km                | 17:51,3   | 5.       |
| Olga Danyilova                                                | 10 km üldözőverseny | 28:36,4   |          |
| Olga Danyilova                                                | 15 km               | 46:55,4   |          |
| Olga Danyilova                                                | 30 km               | 1:28:08,1 | 13.      |
| Nyina Gavriljuk                                               | 5 km                | 17:50,3   | 4.       |
| Nyina Gavriljuk                                               | 10 km üldözőverseny | 29:12,3   | 7.       |
| Larisza Lazutyina                                             | 5 km                | 17:37,9   |          |
| Larisza Lazutyina                                             | 10 km üldözőverseny | 28:29,9   |          |
| Larisza Lazutyina                                             | 15 km               | 47:01,0   |          |
| Larisza Lazutyina                                             | 30 km               | 1:23:15,7 |          |
| Szvetlana Nagejkina                                           | 15 km               | 49:22,5   | 16.      |
| Jelena Välbe                                                  | 15 km               | 49:25,9   | 17.      |
| Jelena Välbe                                                  | 30 km               | 1:24:52,8 | 5.       |
| Nyina Gavriljuk Olga Danyilova Jelena Välbe Larisza Lazutyina | 4 × 5 km váltó      | 55:13,5   |          |

## Síugrás
| Versenyző                                                           | Versenyszám | 1. ugrás | 1. ugrás | 2. ugrás | 2. ugrás | Összesítés | Összesítés |
| Versenyző                                                           | Versenyszám | Pont     | Hely.    | Pont     | Hely.    | Pont       | Helyezés   |
| ------------------------------------------------------------------- | ----------- | -------- | -------- | -------- | -------- | ---------- | ---------- |
| Artur Hamidulin                                                     | Normálsánc  | 90,5     | 26.*     | 96,0     | 24.***   | 186,5      | 25.        |
| Artur Hamidulin                                                     | Nagysánc    | 109,6    | 15.      | 107,6    | 24.      | 217,2      | 23.        |
| Valerij Kobelev                                                     | Normálsánc  | 68,0     | 54.      | kiesett  | kiesett  | kiesett    | kiesett    |
| Valerij Kobelev                                                     | Nagysánc    | 92,9     | 35.      | kiesett  | kiesett  | kiesett    | kiesett    |
| Nyikolaj Petrusin                                                   | Normálsánc  | 79,5     | 42.***   | kiesett  | kiesett  | kiesett    | kiesett    |
| Nyikolaj Petrusin                                                   | Nagysánc    | 66,1     | 54.      | kiesett  | kiesett  | kiesett    | kiesett    |
| Alekszandr Volkov                                                   | Normálsánc  | 90,5     | 26.*     | 93,5     | 28.      | 184,0      | 27.        |
| Alekszandr Volkov                                                   | Nagysánc    | 98,3     | 27.*     | 81,2     | 27.      | 179,5      | 27.        |
| Nyikolaj Petrusin Artur Hamidulin Alekszandr Volkov Valerij Kobelev | Csapat      | 264,9    | 9.       | 374,8    | 8.       | 639,7      | 9.         |

* - egy másik versenyzővel azonos eredményt ért el

*** - három másik versenyzővel azonos eredményt ért el

## Szánkó
| Versenyző                           | Versenyszám | 1. futam | 1. futam | 2. futam | 2. futam | 3. futam | 3. futam | 4. futam | 4. futam | Összesítés | Összesítés |
| Versenyző                           | Versenyszám | Idő      | Hely.    | Idő      | Hely.    | Idő      | Hely.    | Idő      | Hely.    | Idő        | Helyezés   |
| ----------------------------------- | ----------- | -------- | -------- | -------- | -------- | -------- | -------- | -------- | -------- | ---------- | ---------- |
| Albert Gyemcsenko                   | Férfi egyes | 50,224   | 10.      | 50,011   | 10.      | kizárták | kizárták | kiesett  | kiesett  | kiesett    | kiesett    |
| Alekszandr Zubkov                   | Férfi egyes | 50,488   | 14.      | 50,944   | 22.      | 50,650   | 17.      | 50,619   | 19.      | 3:22,701   | 20.        |
| Irina Gubkina                       | Női egyes   | 52,295   | 18.      | 52,199   | 18.      | 52,107   | 21.      | 51,514   | 18.      | 3:28,115   | 18.        |
| Margarita Klimenko                  | Női egyes   | 52,391   | 19.      | 52,123   | 17.      | 51,789   | 18.      | 51,448   | 17.      | 3:27,751   | 17.        |
| Danyil Csaban Viktor Knyejb         | Kettes      | 51,370   | 9.       | 51,023   | 9.       |          |          |          |          | 1:42,393   | 9.         |
| Albert Gyemcsenko Szemjon Kolobajev | Kettes      | 51,515   | 12.      | 51,041   | 10.      |          |          |          |          | 1:42,556   | 10.        |